# フリージャック
『フリージャック』（原題: Freejack）は、1992年に公開されたアメリカ合衆国の映画。監督はジェフ・マーフィー。ロバート・シェクリイの小説『不死販売株式会社』（原題: Immortality, Inc.）を原作としている。

## あらすじ
F1レーサーのアレックスは、レース中の事故の瞬間に2009年の未来にワープする。しかしそれは裕福な者が若く健康な肉体に自分の魂を移し替え生き存えるためにフリージャックされたものだった。アレックスは2009年の成長した恋人のジュリーの協力を仰ぎ、自由の身を求める逃走を続ける。

## キャスト
| 役名                     | 俳優                           | 日本語吹替                          |
| 役名                     | 俳優                           | VHS版                               |
| ------------------------ | ------------------------------ | ----------------------------------- |
| アレックス・ファーロング | エミリオ・エステベス           | 塩沢兼人                            |
| ヴァセンダック           | ミック・ジャガー               | 津嘉山正種                          |
| ジュリー・レッドランド   | レネ・ルッソ                   | 戸田恵子                            |
| マッキャンドレス         | アンソニー・ホプキンス         | 阪脩                                |
| ミケレッティ             | ジョナサン・バンクス           | 麦人                                |
| ブラッド                 | デヴィッド・ヨハンセン         | 亀井三郎                            |
| 尼僧                     | アマンダ・プラマー             | 叶木翔子                            |
| ブーン                   | グランド・L・ブッシュ          | 中田和宏                            |
| イーグル・マン           | フランキー・フェイソン         | 広瀬正志                            |
| モーガン                 | ジョン・シェア                 | 吉水慶                              |
| リッパー                 | イーサイ・モラレス             | 池田秀一                            |
| アーンハート             | ウィルバー・フィッツジェラルド | 小島敏彦                            |
| 女性記者                 | ジェリー・ホール               | さとうあい                          |
| その他                   |                                | 稲葉実 田中正彦 目黒裕一 佐藤しのぶ |
|                          |                                |                                     |
| 演出                     |                                | 春日一伸                            |
| 翻訳                     |                                | 永松真理                            |
| 調整                     |                                | 遠西勝三                            |
| 担当                     |                                | 吉富孝明                            |
| 制作                     |                                | ニュージャパンフィルム              |

- VHS版：2024年6月7日 発売予定のBlu-rayソフトに収録(発売元　是空／デザインオフィスすぴか　販売元　TCエンタテインメント)

## スタッフ
- 監督：ジェフ・マーフィー
- 製作：ロナルド・シャセット、スチュアート・オーケン
- 製作総指揮：グレイ・バーダー、デイヴィッド・ニックジー、ジェームズ・G・ロビンソン
- 脚本：ロナルド・シャセット、スティーヴン・プレスフィールド、ダン・ギルロイ
- 音楽：トレヴァー・ジョーンズ
- 撮影：アミール・モクリ
- 編集：デニス・ヴァークラー
- 衣装：リサ・ジェンセン